# Po zapałki
Po zapałki (ros. За спичками, fiński Tulitikkuja lainaamassa) – radziecko-fiński film fabularny z 1980 roku, w reżyserii Leonida Gajdaja i Risto Orko, na podstawie powieści Maiju Lassili.

## Fabuła
Akcja filmu rozgrywa się we wsi Liperi (wschodnia Finlandia). Anti Ihalainen żyje beztrosko w swojej wsi z żoną Anną-Lizą. Kiedy w domu Ihalainenów kończą się zapałki i nie można przyrządzić ich ulubionej kawy, żona wysyła Antiego do sąsiada Hiuvarinena. W drodze do domu Hiuvarinena Ihalainen spotyka starego przyjaciela Jussi Vatanena, który prosi go o pomoc w wyswataniu z córką Hiuvarinena. Przejęty celem swojej wizyty Ihalainen wraca do domu bez zapałek.
Tymczasem Tahvo Kennonen opowiada o swojej dawnej miłości do Anny-Lizy Ihalainen i o tym, że Anti go oszukał i ożenił się z jego ukochaną. Podpity Kenonen zamierza znowu spotkać się ze swoją dawną sympatią.
Przyszły ślub obaj przyjaciele zamierzają opić, a spotkanemu na drodze plotkarzowi opowiadają o swoich zamiarach rzekomego wyjazdu do Ameryki. Nie zamierzają szybko wracać do swoich domów. Kiedy nieobecność Antiego się przedłuża, jego żona dowiaduje się o "wyjeździe" męża i spotyka Kenonena, który czyni jej propozycję małżeństwa. Gdy Ihalainen powraca do domu, Anna-Liza jest już przekonana, by wyjść za mąż za Kenonena.

## Obsada
- Jewgienij Leonow jako Anti Ihalainen
- Wiaczesław Niewinny jako Jussi Vatanen
- Rita Polster jako Anna-Liza Ihalainen
- Galina Polskich jako Kaisa Karhutar
- Gieorgij Wicyn jako Tahvo Kenonen
- Siergiej Filippow jako Hiuvarinen
- Nina Grebeszkowa jako żona Hiuvarinena
- Ritva Valkama jako Miina Sormunen
- Pekka Autiovuori jako Turtiainen
- Kauko Helovirta jako Torvelainen
- Leo Lastumäki jako Mulon Partanen
- Olavi Ahonen jako Ville Hutunen
- Wiera Iwlewa jako Anna-Kaisa Hyvärinen